# Věra Pelantová
Věra Pelantová (21. dubna 1957 Semily[zdroj?] – 12. května 2018) byla česká mistryně bojových umění (6. dan ČSJu), bývalá reprezentantka v zápasu judo a pozdější trenérka a mezinárodní rozhodčí.

## Sportovní kariéra
Pocházela ze Semil. V mládí se věnovala atletice se specializací na vrhačské disciplíny. S judem začala ve 20 letech jako posluchačka vysoké školy v Praze pod vedením Zory Zbavitelové. Po škole se vrátila na Semilsko. Popři zaměstnání ve sklárnách závodila v lize za TJ Sklostroj Turnov (později TSC) pod vedením Pavla Suchomela. V letech 1984, 1989, 1991 a 1992 získal titul mistryně republiky v těžké váze nad 72 kg. S turnovským ženským týmem byla několikanásobnou ligovou přebornicí. V roce 1991 reprezentovala Československo na domácím mistrovství Evropy v Praze.
Po skončení sportovní kariéry se koncem devadesátých let dvacátého století přestěhovala z pracovních důvodů do Žďáru nad Sázavou, kde v roce 2001 převzala po Rudolfu Kocmanovi vedení klubu TJ Sokol. K jejím nejznámějším žákům patřili David Pulkrábek a bratři Tomáš a Radim Knápkové. Vedle trenérské práce byla špičkovou českou rozhodčí.
Zemřela předčasně v 61 letech po těžké nemoci.